# Ludwig Vesely (Widerstandskämpfer)

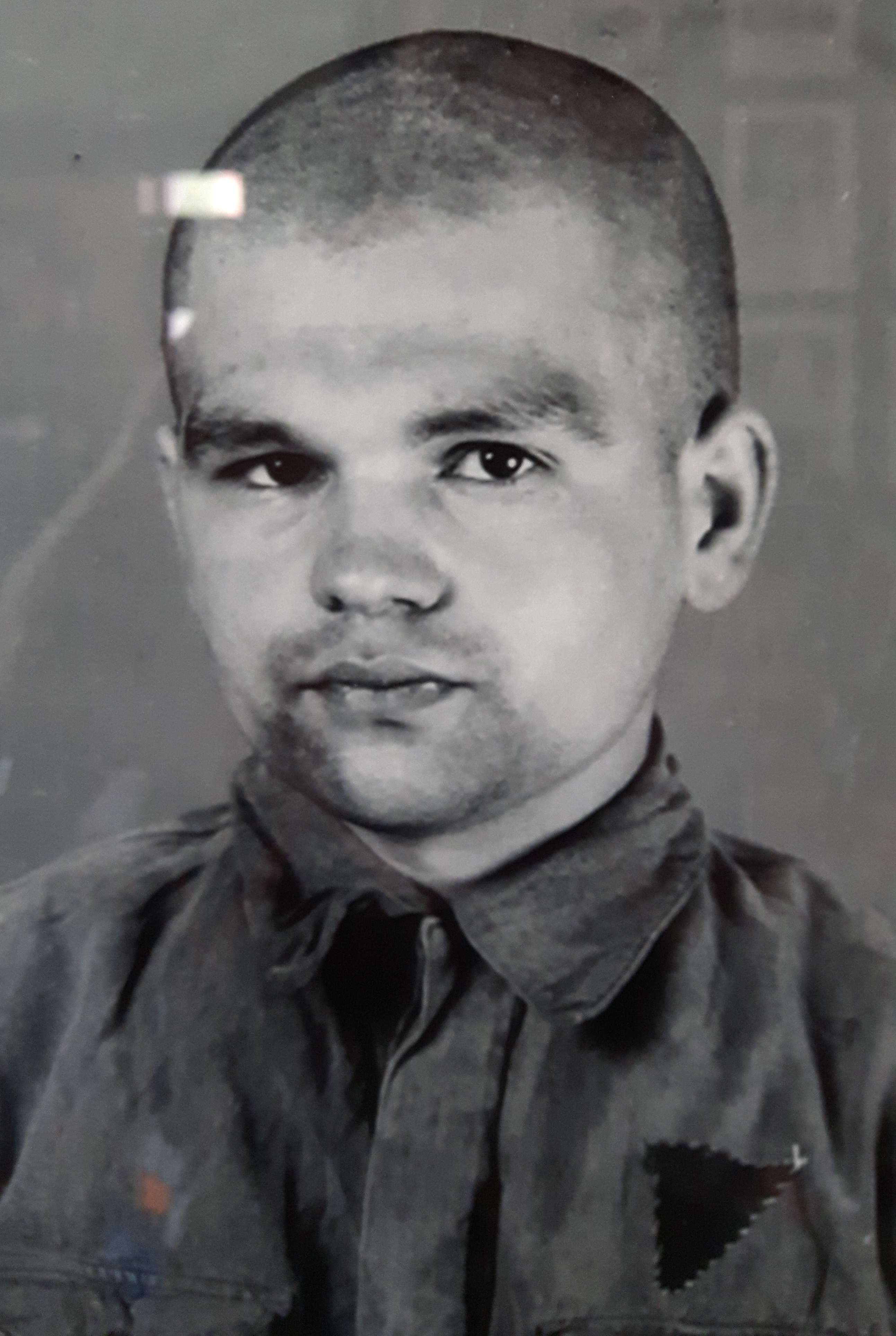
Ludwig Vesely

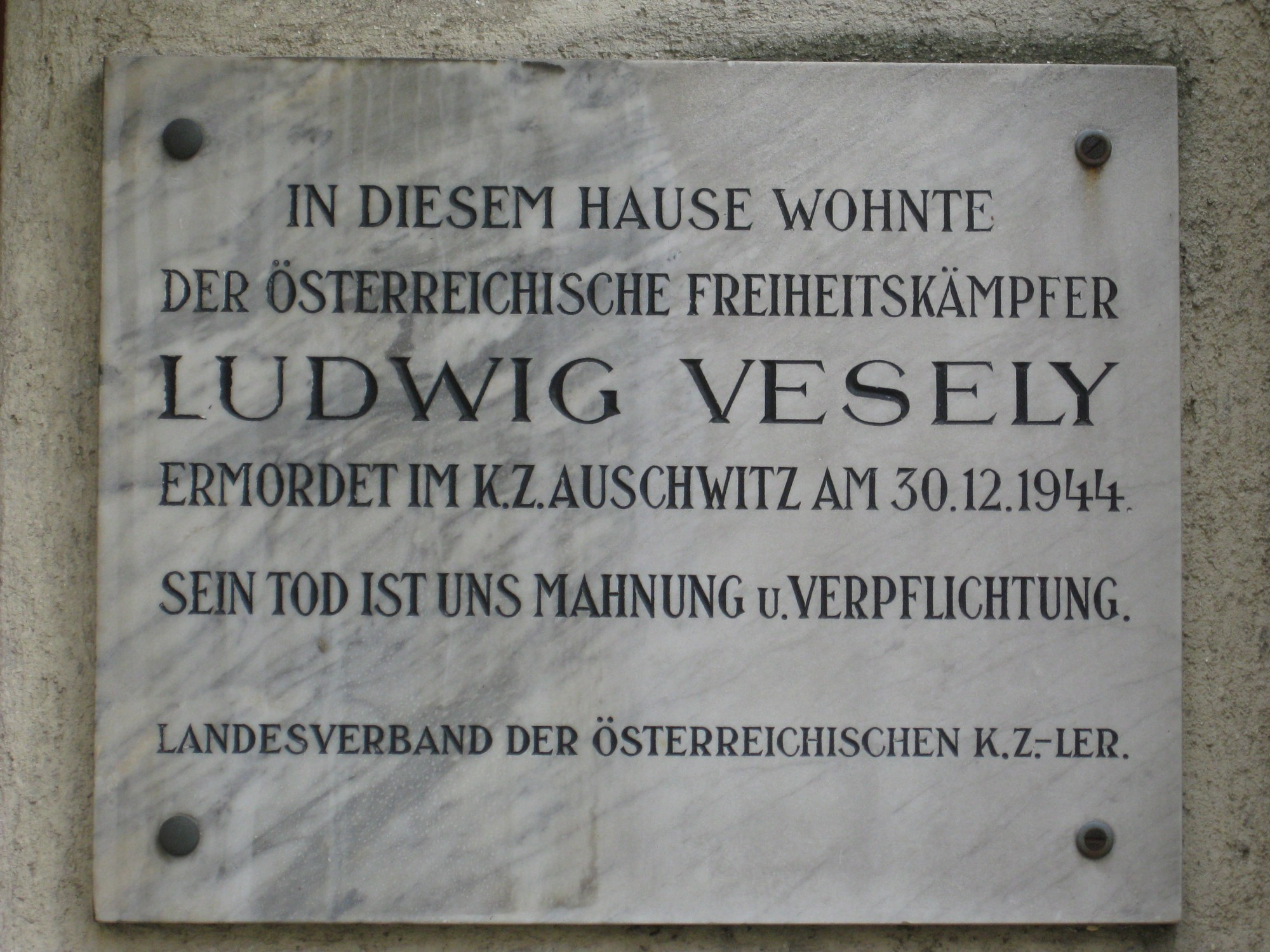
Gedenktafel

Ludwig „Vickerl“ Vesely (* 5. Juli 1919 in Wien; † 30. Dezember 1944 im KZ Auschwitz) war ein österreichischer Widerstandskämpfer gegen den Nationalsozialismus, Kommunist und gehörte dem konspirativen Lagerwiderstand im KZ Auschwitz an.

## Leben
Vesely, von Beruf Feinmechaniker, gehörte seit 1932 den sozialdemokratischen Roten Falken und seit Sommer 1934 dem Kommunistischen Jugendverband an. Am 15. November 1938 wurde er in Wien von der Gestapo festgenommen und am 28. August 1941 vom Oberlandesgericht Wien wegen kommunistischer Betätigung zu zwei Jahren und sechs Monaten Zuchthaus verurteilt. Vesely wurde zunächst in das KZ Dachau eingeliefert und nach Haftaufenthalten im Wiener Landesgericht, der Strafanstalt Stein an der Donau und im Polizeigefangenenhaus Rossauer Lände am 2. Juni 1942 in das Stammlager des KZ Auschwitz überstellt (Häftlingsnr. 38.169).
Vesely war Funktionshäftling und gehörte zunächst der 1942 entstandenen österreichischen Widerstandsgruppe im Stammlager an. Weitere Mitglieder der Widerstandsgruppe waren Alfred Klahr, Hermann Langbein, Ludwig Soswinski, Ernst Burger und Rudolf Friemel. Im Mai 1943 entstand aus der österreichischen Widerstandsgruppe und dem polnischen Lagerwiderstand die Kampfgruppe Auschwitz. Am 30. Dezember 1944 wurde Vesely aufgrund von „Fluchtbegünstigung“ gemeinsam mit Burger und Friemel sowie zwei polnischen Häftlingen auf dem Appellplatz des Stammlagers vor den angetretenen 15.000 Häftlingen gehängt.
In Wien 3, Grasbergergasse 9 (Wildganshof) erinnert heute eine Gedenktafel an Ludwig Vesely.